# La reina del mambo
La reina del mambo o Sin ti, es una película musical mexicana de 1951 producida, escrita y dirigida por Ramón Pereda y protagonizada por María Antonieta Pons y Sara García. 

## Argumento
Consuelo (María Antonieta Pons), entusiasmada con el sinvergüenza Víctor (Eduardo Noriega), termina con su novio, el abogado Luis (Gustavo Rojo). El juez Balderas, padre de la muchacha, la previene contra Víctor. Este seduce a la joven con la ayuda de una droga y se la lleva a Ciudad Juárez, donde la explota. Consuelo, aconsejada por su amiga La Norteña, escapa a la capital y triunfa como vedette en un cabaré. La llaman Carmen La Tirana por la dureza con que trata a los hombres. Llega Víctor a buscarla y se desarrollan los conflictos en la trama. La joven cae injustamente en la cárcel, donde es auxiliada por una simpática anciana borracha (Sara García), que en realidad resulta ser una mujer muy rica.

## Reparto
- María Antonieta Pons ... Consuelo / Carmen La Tirana
- Sara García ... Tía (Anciana ebria)
- Gustavo Rojo ... Luis
- Eduardo Noriega ... Victor
- José Baviera
- Roberto Cobo

## Comentarios
Los vasos comunicantes del melodrama son infinitos: a Pereda se le ocurrió en este buscarle a la heroína rumbera con sobrenombre de cupletista española (eso de Carmen La Tirana, sugiere ruinas de archiduques en París y cosas por el estilo) la protección maternal de Sara García, que en otro tipo de melodramas bastante menos cabareteros había probado ser una encarnizada defensora de la virtud de sus menores. Pero Sara García no era ahora la abuelita dulce de costumbre, sino una borrachita quizá inspirada por Libertad Lamarque de La marquesa del barrio. Desde luego, Dámaso Pérez Prado colaboró en esta cinta con el mambo de El ruletero.